# Ihlsbeck (Perlbach)
Die Ihlsbeck ist ein 1,8 km langer Bach in der Gemeinde Hollenstedt im Landkreis Harburg in Niedersachsen, die von links und Norden in den Perlbach mündet.

## Verlauf
Die Ihlsbeck beginnt als Oberflächensammler, in einem Wiesengebiet und Ackerland, westlich von Hollenstedt. Sie durchfließt, erkennbar begradigt, wechselweise kleine Wald- und Wiesenabschnitte im südlichen Weichbild von Hollenstedt in östlicher Richtung. Nach der Unterquerung der Autobahn 1 in südlicher Richtung und der L 141 in östlicher Richtung, fließt sie durch drei Teiche und mündet von links und Norden in den Perlbach.

## Befahrungsregeln
Wegen intensiver Nutzung der Este durch Freizeitsport und Kanuverleiher erließ der Landkreis Harburg 2002 eine Verordnung unter anderem für die Este, ihre Nebengewässer und der zugehörigen Uferbereiche, die den Lebensraum von Pflanzen und Tieren schützen soll. Seitdem ist das Befahren und Betreten der Ihlsbeck ganzjährig verboten.